# Trixagus extraneus
Trixagus extraneus är en skalbaggsart som beskrevs av Fisher 1942. Trixagus extraneus ingår i släktet Trixagus och familjen småknäppare. Inga underarter finns listade i Catalogue of Life.